# Эген де Герль, Шарль
Шарль Оноре Эген де Герль (фр. Charles Honoré Héguin de Guerle; 15 апреля 1793, Париж — 1 июля 1881, Нёйи-сюр-Сен) — французский филолог-классик.
Преподавал латинский язык в Лицее Людовика Великого (с 1817 года), затем в Сорбонне.
Опубликовал учебник «Французское стихосложение» (фр. Prosodie française, ou Règles de la versification française; 1836) и множество выполненных прозой переводов древнеримской поэзии и прозы, в том числе полные собрания сочинений Овидия (1830—1834), Клавдиана (1834—1836) и Цицерона (1866), стихотворения Катулла (1837), элегии Тибулла, «Буколики» и «Георгики» Вергилия, «Сатирикон» Петрония (1861). Под редакцией Эгена де Герля вышло научное издание басен Лафонтена (1860). Из переводов Петрония, выполненных Эгеном де Герлем, извлечены тексты для Трёх стихотворений Петрония Op. 15 Луи Дюрея.
В 1831—1832 гг. был мэром парижского пригорода Шевильи-Ларю. Состоял (с 1845 г.) в «Обществе Погребка».